# Iberomesornis

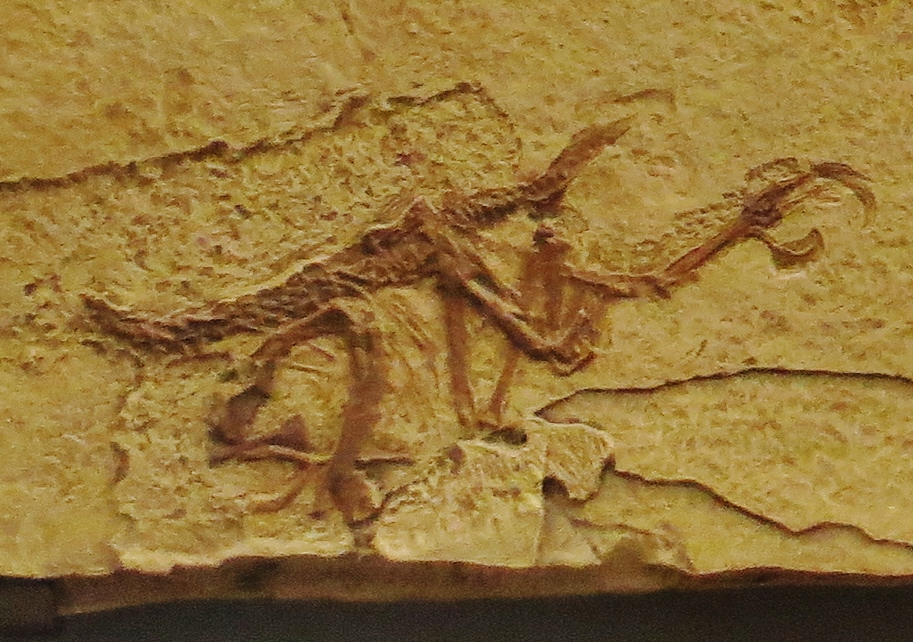
Holotypus

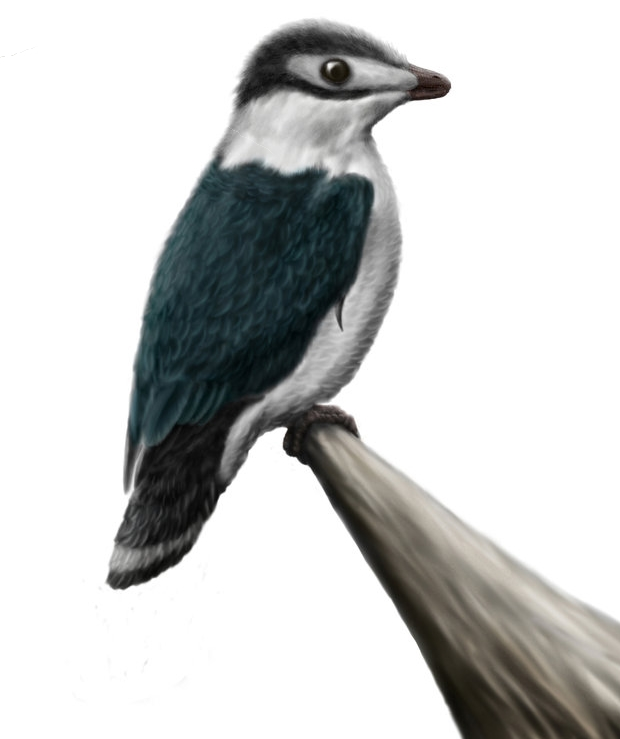
Hypothetische Lebendrekonstruktion

Iberomesornis (griech.: „dazwischenliegender spanischer Vogel“) ist eine ausgestorbene Gattung der Enantiornithes aus der unteren Kreidezeit. Das erste Fossil wurde 1985 in Las Hoyas in der spanischen Provinz Cuenca entdeckt und 1992 als Iberomesornis romerali beschrieben.
1994 wurde ein weiteres Fossil der Gattung in Form eines Fußes gefunden.

## Merkmale
Iberomesornis war ein kleiner Vogel mit der Größe eines Haussperlings und einer Kopf-Rumpf-Länge von weniger als zehn Zentimetern. Becken und Beine verblieben in einem primitiven, an Archaeopteryx erinnernden Zustand, während der Schultergürtel und die Flügel weiter entwickelt waren und an die Verhältnisse bei den Ornithurae erinnern, zu denen auch die Modernen Vögel (Neornithes) gehören.
Die Verfasser der Erstbeschreibung, Sanz und Bonaparte, folgerten daraus, dass die frühe Evolution der Vögel zunächst durch die Entwicklung von Flügel, Schultergürtel und ein Pygostyl geprägt war, die anatomischen Voraussetzungen für die volle Flugfähigkeit der Vögel.
Die Fußkrallen von Iberomesornis waren schon stark gekrümmt, um das Sitzen auf Ästen zu optimieren.